# Atkinsoniella bella
Atkinsoniella bella är en insektsart som först beskrevs av Walker 1851.  Atkinsoniella bella ingår i släktet Atkinsoniella och familjen dvärgstritar. Inga underarter finns listade i Catalogue of Life.